# وادرسلوه
وادرسلوه (به آلمانی: Wadersloh) یک شهر در آلمان است که در Warendorf واقع شده‌است. وادرسلوه ۱۳٬۰۷۹ نفر جمعیت دارد.